# Цвет (фильм, 2010)
«Цвет» (нем. Die Farbe) — немецкий фильм ужасов режиссёра Хуана Ву 2010 года, который снят как черно-белая адаптация рассказа «Цвет из иных миров» Говарда Лавкрафта. Продюсерами выступили Хуан Ву, Жан Рот, Петер Тиллиш. Музыка Тилман Сиге.

## Сюжет
В основе сюжета история Джонатана, который отправляется в Германию на поиски своего исчезнувшего отца. Прибыв в деревню, куда ведут следы, он обнаруживает, что происходят странные явления после падения метеорита. Там он знакомится с человеком, который рассказывает историю о метеорите, который упал на ферму Гарднеров.

## В ролях
- Пол Дорш —
- Юрген Хаймюллер —
- Инго Хейз —

## Критика
С. Т. Джоши назвал фильм «лучшей экранизацией рассказа Лавкрафта из когда-либо созданных».